# Diacyclops crassicaudis
Diacyclops crassicaudis är en kräftdjursart som först beskrevs av Georg Ossian Sars 1863.  Diacyclops crassicaudis ingår i släktet Diacyclops och familjen Cyclopidae. Arten är reproducerande i Sverige.

## Underarter
Arten delas in i följande underarter:
- D. c. crassicaudis
- D. c. brachycercus